# Les Chemins de l'oued
Les Chemins de l'oued è un film del 2002 diretto da Gaël Morel.
Di produzione franco-algerina, ha partecipato al Toronto International Film Festival del 2002, nella sezione Pianeta Africa, dove ha vinto l'International Critics' Award (FIPRESCI).

## Trama
Samy è una giovane franco-algerino. Per sfuggire alla giustizia lascia la Francia e si trasferisce in Algeria, dove si nasconde presso il nonno che vive in Cabilia, su un pezzo di terra che non produce ricchezza. Qui troverà un mondo a lui sconosciuto e un ambiente caotico.

## Riconoscimenti
- Nominato al Golden Alexander al Thessaloniki Film Festival del 2002
- Vincitore dell'International Critics' Award (FIPRESCI) al Toronto International Film Festival del 2002